# Parafia Podwyższenia Krzyża Świętego w Jarnołtowie
Parafia Podwyższenia Krzyża Świętego w Jarnołtowie – parafia rzymskokatolicka znajdująca się w diecezji opolskiej, w dekanacie Otmuchów.
Obecny kościół został  wzniesiony w 1927 i konsekrowany w 1932 przez kard. Adolfa Bertrama.
Parafię obsługuje proboszcz parafii św. Katarzyny Aleksandryjskiej w Łące. 1 czerwca 2023 proboszczem parafii został mianowany ks. Tomasz Gruca. 